# Harry Y. Gamble
Harry Y. Gamble jr. (nacido en 1941) es un profesor emérito estadounidense del Departamento de Estudios Religiosos de la Universidad de Virginia, Charlottesville, VA y se retiró de la enseñanza a tiempo completo en 2014.

## Trabajo
Su investigación se enfocó en el desarrollo del Nuevo Testamento, particularmente el grado de alfabetización en las comunidades cristianas primitivas; la relación en la iglesia primitiva entre la tradición oral y los materiales escritos; la forma física de los primeros libros cristianos; cómo se produjeron los libros, transcripción, publicación, duplicado y diseminado; cómo se formaron las bibliotecas cristianas; quién leía los libros, en qué circunstancias y con qué fines. También fue pastor de la Iglesia Baptista Calvario.

## Obras publicadas
- Harry Y Gamble (1970). The textual history of the Letter to the Romans. Dissertation: Ph. D. Yale University. OCLC 2083494.
- Harry Y Gamble (1970). The Polk family. North Carolina. OCLC 320902221.
- Harry Y Gamble (1977). The textual history of the letter to the Romans: a study in textual and literary criticism. Studies and documents (London, England). Vol. 42. Grand Rapids: Eerdmans. ISBN 9780802816702. OCLC 2986055.
- Harry Y. Gamble (1985). The New Testament canon: its making and meaning. Guides to biblical scholarship., New Testament series. Philadelphia: Fortress Press. ISBN 9780800604707. OCLC 11841376.
- Harry Y Gamble (1989). Waxhaw 100 history: Waxhaw centennial 1989. Waxhaw, N.C.: Waxhaw Centennial Committee. OCLC 47224113.
- Harry Y Gamble (1995). Books and readers in the early church: a history of early Christian texts. Vol. 39 (3). New Haven: Yale University Press. ISBN 9780300069181. OCLC 31436053. doi:10.1163/1568536974712321.
- Harry Y Gamble; Donatella Zoroddu (2006). Introduzione allo studio della Bibbia. Supplementi. 26, Libri e lettori nella chiesa antica. storia dei primi testi cristiani (en italiano). Brescia: Paideia. ISBN 9788839407153. OCLC 889086230.
- Michelle P Brown; Harry Y Gamble; Freer Gallery of Art (Washington, D.C.) (2006). In the beginning: Bibles before the year 1000. Washington, DC: Smithsonian Books. ISBN 9781588342409. OCLC 886816037.
- Harry Y Gamble; Pascale Renaud-Grosbras. Livres et lecteurs aux premiers temps du christianisme: usage et production des textes chrétiens antiques. Christianismes antiques (en francés). Genève: Labor et fides ; Paris: Diff. Presses universitaires de France, impr. 2012. ISBN 9782830914641. OCLC 826752827.
- Harry Y Gamble; Karl Shuve (2018). Books and readers in the premodern world: essays in honor of Harry Gamble. Writings from the Greco-Roman world supplement series, no. 12. Atlanta, GA: SBL Press. ISBN 9780884143314. OCLC 1054265198.